# Літній берег
Літній берег — берег у південній частині Білого моря на західному березі Двінської губи. 
Простягається від гирла Північної Двіни до мису Ухтнаволок.
У центральній частині берега в материк вдається Унська губа, уздовж берега у південній частині розташований ряд островів (найбільший — Ягри). 
Беріг кам'янистий тільки у північно-західній частині; на половині відстані, між островом Жижгинським і Унською губою, берег утворює піщано-глинистий обрив
 
заввишки до 45 м, над яким розташований хребет лісистих гір (Літні гори). 
На південний схід від них узбережжя піщане, невисоке. 
Літні гори складаються із пластів глини. 
Берегом протікають річки Солза, Ненокса, Верхівка, Сюзьма, Яреньга, Лопшеньга тощо 
. 
У берег вдаються миси Красногірський Ріг, Ярензький Ріг та Лопшеньзький.
Ділянки моря, що прилягають до берега, є місцем рибного промислу. 
Найважливіший порт - Сєвєродвінськ. 
Інші населені пункти на березі — Солза, Ненокса, Сюзьма, Червона Гора, Пертомінськ, Унський, Уна, Яреньга, Лопшеньга, Літній Наволок і Літня Золотиця. 
Літній берег входить до складу національного парку «Онезьке Помор'я».